# NGC 2540
NGC 2540 is een balkspiraalstelsel in het sterrenbeeld Kreeft. Het hemelobject werd op 10 februari 1885 ontdekt door de Franse astronoom Édouard Jean-Marie Stephan.

## Synoniemen
- UGC 4275
- MCG 5-20-4
- ZWG 149.4
- KUG 0809+265
- IRAS08097+2630
- PGC 23017